# Saint-Joachim
Saint-Joachim é uma comuna francesa na região administrativa do País do Loire, no departamento de Loire-Atlantique. Estende-se por uma área de 86.22 km². Em 2010 a comuna tinha 4 145 habitantes (densidade: 48,1 hab./km²).